# Marius
Marius er et drengenavn. Det er muligvis blevet så populært, som det er, fordi navnet hentyder til den romerske hærfører Gaius Marius.
I 2014 blev det også kendt som et girafnavn, da Zoologisk Have i København aflivede en giraf med stor medieomtale til følge.